# Kovačevo (miasto Novi Pazar)
Kovačevo (cyr. Ковачево) – wieś w Serbii, w okręgu raskim, w mieście Novi Pazar. W 2011 roku liczyła 240 mieszkańców.